# Moritz Fürste
Moritz Fürste (Hamburg, 28 oktober 1984) is een professionele Duitse hockeyer. Fürste speelt al vanaf zijn jeugd bij Uhlenhorster HC. Met die club won hij als aanvoerder in 2008, 2010 en 2012 de Euro Hockey League. Daarnaast werd hij bij twee edities uitgeroepen tot Meest waardevolle speler van het toernooi. Ook zijn broer Jonas Fürste speelt in het eerste van de club.
Fürste maakte zijn debuut voor de Duitse hockeyploeg op 11 november 2005 in de vriendschappelijke wedstrijd tegen Polen (4-3) in Leipzig. Met de nationale selectie heeft hij alle vier de grote toernooien eenmaal gewonnen. Dat waren respectievelijk het Wereldkampioenschap hockey 2006, de Champions Trophy 2007, de Olympische Spelen 2008 en het Europees Kampioenschap 2011.

## Erelijst

### Duitse hockeyploeg
- 2006 –  Wereldkampioenschap te Mönchengladbach
- 2007 –  Champions Trophy te Kuala Lumpur
- 2008 –  Olympische Spelen te Peking
- 2011 –  Europees kampioenschap te Mönchengladbach
- 2012 –  Olympische Spelen te Londen
- 2016 –  Olympische Spelen te Rio de Janeiro

### Uhlenhorster HC
- 2008 –  EHL, finale gewonnen van  HGC.
- 2009 –  EHL, finale verloren van  HC Bloemendaal.
- 2010 –  EHL, finale gewonnen van  HC Rotterdam.
- 2012 –  EHL, finale gewonnen van  Amsterdam H&BC.

### Individueel
- 2008 – Euro Hockey League's Most Valuable Player
- 2010 – Euro Hockey League's Most Valuable Player
- 2012 – WorldHockey Player of the Year
- 2014 – Beste speler Champions Trophy

Sebastian Biederlack · 
Moritz Fürste · 
Tobias Hauke · 
Florian Keller · 
Oliver Korn · 
Niklas Meinert · 
Jan-Marco Montag · 
Maximilian Müller · 
Carlos Nevado · 
Max Weinhold · 
Tibor Weißenborn · 
Benjamin Weß · 
Timo Weß  · 
Philip Witte · 
Matthias Witthaus · 
Christopher Zeller · 
Philipp Zeller · 
Coach: Markus Weise
Oskar Deecke · 
Florian Fuchs · 
Moritz Fürste · 
Martin Häner · 
Tobias Hauke · 
Oliver Korn · 
Maximilian Müller  · 
Jan-Philipp Rabente · 
Thilo Stralkowski · 
Max Weinhold · 
Christopher Wesley · 
Benjamin Weß · 
Timo Weß · 
Matthias Witthaus · 
Christopher Zeller · 
Philipp Zeller · 
Coach: Markus Weise
Linus Butt · 
Florian Fuchs · 
Moritz Fürste · 
Mats Grambusch · 
Tom Grambusch · 
Martin Häner  · 
Tobias Hauke · 
Timm Herzbruch · 
Nicolas Jacobi · 
Matthias Müller · 
Timur Oruz · 
Christopher Rühr · 
Moritz Trompertz · 
Niklas Wellen · 
Christopher Wesley · 
Martin Zwicker · 
Coach: Valentin Altenburg
- Gemeinsame Normdatei: 1154498859
- International Standard Name Identifier: 0000 0004 9657 0031
- Library of Congress Control Number: n2020002386
- Virtual International Authority File: 1740152139975511100006